# Goldville, Alabama
Goldville là một thị trấn thuộc quận Tallapoosa, tiểu bang Alabama, Hoa Kỳ. Dân số năm 2009 là 36 người, mật độ đạt 14 người/km².